# Tridentella benguela
Tridentella benguela är en kräftdjursart som beskrevs av Brandt och Gary C.B. Poore 200. Tridentella benguela ingår i släktet Tridentella och familjen Tridentellidae. Inga underarter finns listade i Catalogue of Life.